# Hollywood Undead
Hollywood Undead là một ban nhạc rap rock người Mỹ đến từ Los Angeles, California, Hoa Kỳ. Ban nhạc đã cho ra mắt Swan Songs, album phòng thu đầu tiên của mình vào ngày 2 tháng 9 năm 2008. 2 album phòng thu tiếp theo, American Tragedy và Notes from the Underground lần lượt được phát hành vào ngày 5 tháng 4 năm 2011 và 8 tháng 1 năm 2013. Ngoài ra, ban nhạc còn cho phát hành đĩa CD/DVD Desperate Measures vào ngày 10 tháng 10 năm 2009. Album phòng thu thứ tư, Day of the Dead được phát hành vào ngày 31 tháng 3 năm 2015.
Ban nhạc hiện có 5 thành viên bao gồm Charlie Scene, Danny, Funny Man, J-Dog và Johnny 3 Tears.

## Lịch sử

### Thành lập (2005-2007)
Ngày 3 tháng 6 năm 2005, Jorel Decker (J-Dog), Aron Erlichman (Deuce) và Jeff Phillips (Shady Jeff) đăng lên trang nhà MySpace của mình bài hát có tên "The Kids". Nhận được phản hồi tích cực từ cộng đồng người xem, họ lập nên Hollywood Undead cùng với những người bạn là George "Johnny 3 Tears" Ragan, Jordon "Charlie Scene" Terrell, Dylan "Funny Man" Alvarez và Matthew "Da Kurlzz" Busek. Trong buổi phỏng vấn với tạp chí Shave, Decker giải thích rằng "Bất kì ai có mặt và chơi nhạc cụ trong phòng lúc đó đều là thành viên của ban nhạc." Năm 2007, Phillips rời ban nhạc vì mâu thuẫn với Deuce.

### Swan SongsvàDesperate Measures(2007–2009)

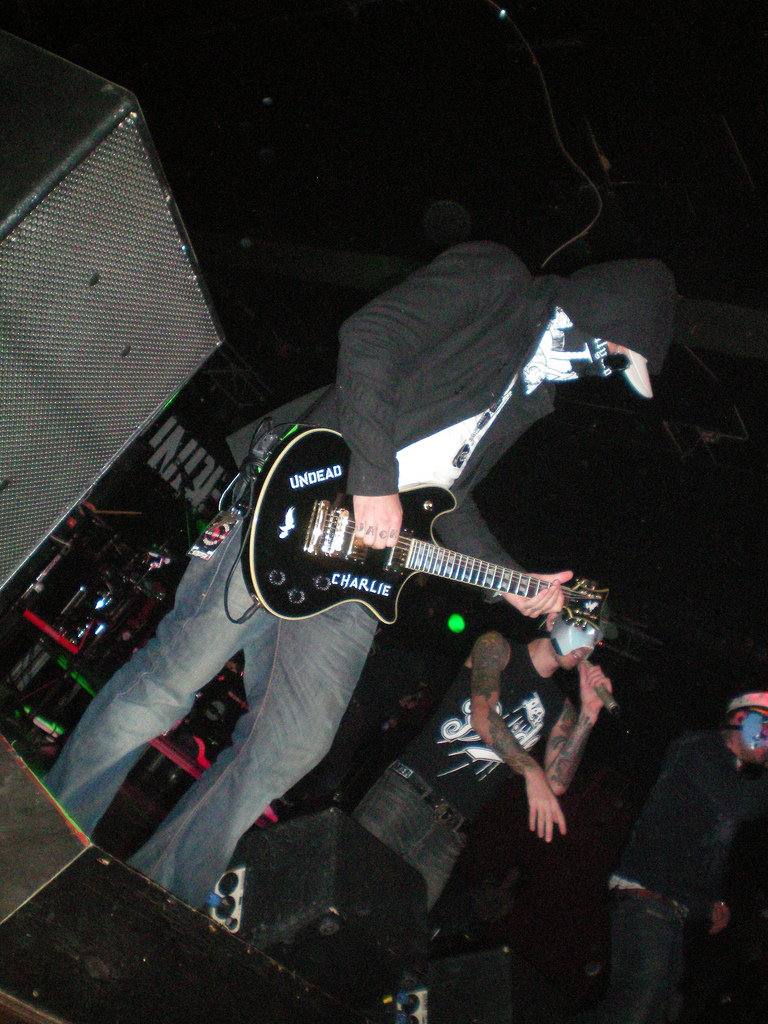
Jordon "Charlie Scene" Terrell năm 2008 (phía sau là Deuce và George "Johnny 3 Tears" Ragan)

Sau 1 năm làm việc và thu âm, album đầu tay của ban nhạc Swan Songs được hoàn thành và dự kiến ra mắt vào năm 2007. Nhưng ban nhạc không đồng ý với yêu cầu lược bỏ bớt vài bài hát khỏi album của MySpace Records nên đã rời hãng và ký hợp đồng với A&M/Octone Records. Swan Songs cuối cùng được phát hành vào ngày 2 tháng 9 năm 2008. Trong tuần đầu ra mắt, Swan Songs bán được hơn 21000 bản copy trên toàn thế giới và xếp hạng 22 trên bảng xếp hạng Billboard 200. Ngày 18 tháng 5 năm 2009, album được phát hành tại Anh Quốc với 2 bài hát tặng kèm là "Pain" và "Knife Called Lust". Album có mặt trong Billboard 200 trong tổng cộng 82 tuần không liên tiếp.
Ban nhạc phát hành bộ CD/DVD Desperate Measures vào ngày 10 tháng 10 năm 2009. CD bao gồm những bài hát, những bài cover và remix không được phát hành, còn DVD ghi lại 1 buổi công diễn. Trong tuần đầu ra mắt, Desperate Measures đứng thứ 29 trên bảng xếp hạng Billboard 200.

### Deuce rời ban nhạc và albumAmerican Tragedy(2010-2011)
Đầu năm 2010, ban nhạc thông báo rằng ca sĩ hát chính, Deuce đã rời ban nhạc. Theo lời Ragan và Busek thì nguyên nhân là do tranh cãi quyền đứng tên người viết lời nhạc và Deuce không muốn đi tour. Đồng thời Decker và Terell cũng cho biết thêm rằng Deuce muốn trợ lý riêng đồng hành cùng mình khi tour, dẫn đến rạn nứt giữa các thành viên. Ban nhạc đã mời bạn của mình là Daniel Murillo, người đang tham gia American Idol mùa 9 và là thành viên của Lorene Drive, thế chỗ cho Deuce. Daniel đã rời cuộc thi để gia nhập Hollywood Undead, với vai trò là ca sĩ hát chính. Vào giữa tháng 1, ban nhạc thông báo Danniel Murillo là thành viên chính thức, lấy nickname là Danny.
Sau ấy, ban nhạc bắt đầu thu âm album phòng thu thứ 2, American Tragedy cùng thành viên mới Danny. Nhà sản xuất Don Gilmore, người đã tham gia sản xuất Swan Songs đã được xác nhận là sẽ tiếp tục tham gia sản xuất album mới này. James Diener, trưởng hãng thu âm của ban nhạc đã cho rằng album này sẽ mang lại thành công vang dội và trở thành một bước tiến mạnh mẽ. Sau ngày Lễ Tạ Ơn, ban nhạc bắt đầu mix lại các bài hát trong album. 3 đĩa đơn của album, "Hear Me Now", "Comin' in Hot" và "Been to Hell" được ra mắt và cho phép download miễn phí. Trong một buổi phỏng vấn, ban nhạc nói rằng album sẽ phát hành vào ngày 8 tháng 3 năm 2011 nhưng đến 22 tháng 2 năm 2011 thì ngày phát hành đã được dời lại vào ngày 5 tháng 4 cùng năm.
Tuy phát hành châm trễ, American Tragedy hoàn toàn thành công hơn so với Swan Songs, bán được khoảng 67,000 bản copy trong tuần đầu tiên, xếp thứ 4 trên bảng xếp hạng Billboard 200, xếp thứ 2 trên nhiều bảng xếp hạng khác, và từng đứng nhất trên bảng xếp hạng Billboard's Top Hard Rock Albums.

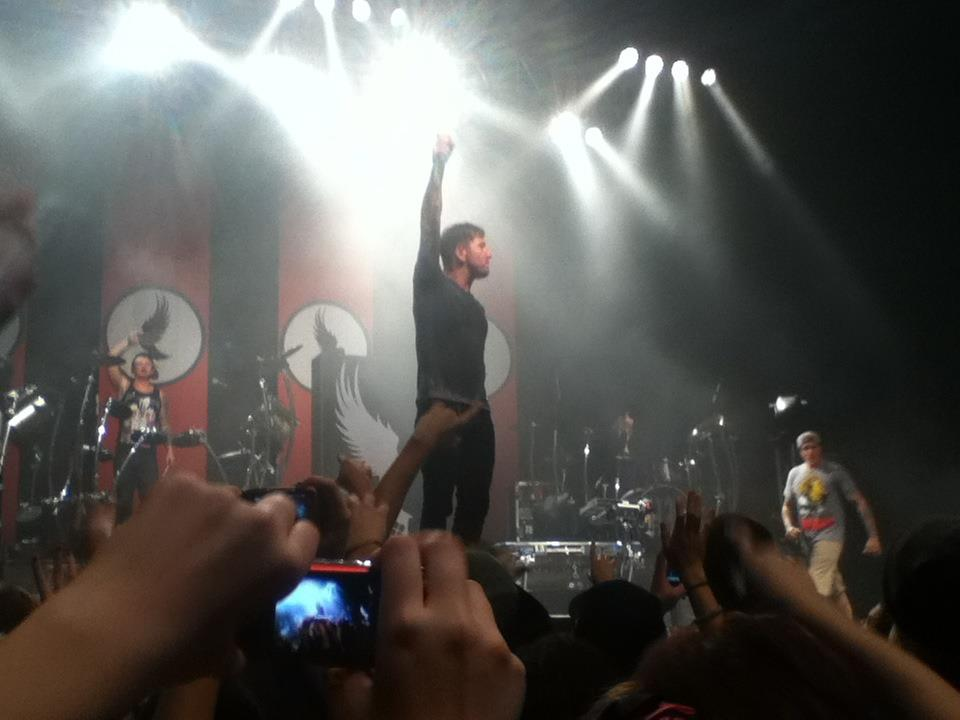
Daniel "Danny" Murillo trong 1 show diễn thuộc tour World War III ở St. Charles, Missouri năm 2011

Ban nhạc tiếp tục quảng bá cho album của mình bằng Revolt Tour cùng với 10 Years, Drive A và New Medicine. Tour diễn kéo dài từ 6 tháng 4 đến 27 tháng 5 năm 2011, và đã rất thành công. Sau đó ban nhạc đã diễn vài show ở Châu Âu, Canada, và Úc. Họ tiếp tục chuyến lưu diễn với tour Endless Summer cùng với All That Remains và Hyro da Hero, kéo dài từ 18 tháng 6 đến ngày 7 tháng 8 năm 2011.
Ngày 21 tháng 11 năm 2011, album remix của American Tragedy được phát hành với tên gọi là American Tragedy Redux. Sau đó ban nhạc đã tiếp tục một tour khác nữa tên là "World War III" tour, cùng với Asking Alexandria, We Came As Romans, Borgore và D.R.U.G.S. Sau "World War III" tour, ban nhạc cũng tham gia vào tour "Buried Alive", cùng với Avenged Sevenfold, Black Veil Brides và Asking Alexandria, diễn ra từ ngày 11 tháng 11 đến ngày 14 tháng 12.

### Notes from the Underground(2011–2013)
Sau khi kết thúc tour diễn World War III, Terrell cho biết rằng ban nhạc đang lên kế hoạch cho album phòng thu thứ 3 vào khoảng cuối tháng 11 năm 2011. Anh cũng tiết lộ rằng, họ sẽ bắt đầu viết lời và thu âm thử trong tour Buried Alive, và sẽ bắt đầu thu âm ngay khi chuyến lưu diễn kết thúc vào tháng 12.
Artistdirect cho rằng album tiếp theo của ban nhạc sẽ là một trong những album đáng mong đợi nhất năm 2012. Hai nhà sản xuất đã từng tham gia 2 album trước đó, Griffin Boice và Danny Lohner cũng trở lại cùng sản xuất album thứ 3 này.
Ngày 19 tháng 10, đĩa đơn đầu tiên của album, "Dead Bite" được cho ra mắt và được quyền download miễn phí. Ngày 29 tháng 10, đĩa đơn chính "We Are" được phát hành cùng với thông báo về tên chính thức của album tiếp theo là Notes from the Underground. Video âm nhạc của "We Are" sau đó được đăng tải lên tài khoản Vevo của ban nhạc. Đạo diễn của video là thành viên của ban nhạc Slipknot, Shawn "Clown" Crahan.
Như 2 album trước, Notes from the Underground cũng không được ra mắt đúng hẹn. Đến ngày 13 tháng 1 album mới chính tức được phát hành. Đổi lại, nó đã đem đến thành công cho ban nhạc: bán được 53,000 bản copy trong tuần đầu tiên, xếp hạng 2 trên bảng xếp hạng Billboard 200 và hạng 1 trên bảng Canada's Top Albums. Tính đến ngày 27 tháng 8 năm 2013, album đã bán được hơn 212,000 bản copy.

### Day of the Dead(2014-2015)
Ngày 12 tháng 4 năm 2014, George "Johnny 3 Tears" Ragan đăng tải lên trang nhà Instagram của mình một tấm ảnh bìa của album tiếp theo và cho biết ban nhạc dự định phát hành album vào mùa hè. Ngày 17 tháng 10, tài khoản Vevo trên Youtube của ban nhạc bị rò rỉ và đăng tải lên "Day of the Dead", một bài trong album mới. Nó đã bị xoá đi ngay sau đó. Nhưng ít lâu sau, vào ngày 23 tháng 10, bản nhạc đã được chính thức ra mắt và là đĩa đơn mở đầu của album cũng có cùng tên là Day of the Dead. Ngày 17 tháng 2, đĩa đơn tiếp theo "Usual Suspects" được phát hành và người hâm mộ có thể đặt mua trước album. Từng đĩa đơn còn lại cũng lần lượt được phát hành hết trước khi ra mắt album.
Hollywood Undead đã có một tour diễn bắt đầu từ ngày 9 tháng 3 năm 2015 tại Philadelphia, Pennsylvania và kết thúc vào 30 tháng 3 tại Los Angeles, California để quảng bá cho album lần này.
Day of the Dead được dự định phát hành vào trong tháng 10 năm 2014, nhưng cũng như 3 album trước đó, thời hạn ra mắt đã bị dời lại và album được phát hành vào ngày 31 tháng 3 năm 2015 bởi Interscope Records.
Ngày 3 tháng 11 năm 2015, trong một cuộc phỏng vấn với Louder Noise, Johny 3 Tears cho biết ban nhạc dự định phát hành một đĩa mở rộng miễn phí vào dịp nghỉ lễ bao gồm những bài hát chưa được phát hành.

### FivevàPsalms(2017–2018)
Ngày 19 tháng 7 năm 2017, bài hát mang tên "California Dreaming" bị rò ra trên mạng. Bản nhạc được phát hành chính thức ngày 24 tháng 7 và đồng thời là đĩa đơn mở đầu của album tiếp theo mang tên Five (được cách điệu bằng một chữ V). Ngày 25 tháng 8, "Whatever It Takes" được đăng tải lên trang Youtube chính thức của ban nhạc, theo sau đó là "Renegade" vào ngày 29 tháng 9. Ngày 10 tháng 10, Matthew "Da Kurlzz" Busek tuyên bố đã rời khỏi ban nhạc để theo đuổi mong ước riêng. Đĩa đơn thứ tư, "We Own the Night" được phát hành ngày 13 tháng 10. Video nhạc của bài "Black Cadillac" với sự góp mặt của B-Real được phát hành ngày 2 tháng 12.
Ngày 30 tháng 10 năm 2018, Hollywood Undead tuyên bố sẽ phát hành một EP mới, Psalms, vào ngày 2 tháng 11 cùng năm.

### New Empire, Vol. 1(2019–nay)
Hollywood Undead phát hành đĩa đơn mở đầu "Already Dead" ngày 25 tháng 10 năm 2019. Video nhạc của bài hát được ra mắt ngày 31 tháng 10, 2019. Đĩa đơn thứ hai, "Time Bomb" phát hành ngày 15 tháng 11, đồng thời ban nhạc tuyên bố album mới sẽ mang tên New Empire, Vol. 1. Danny Murillo và Jorel "J-Dog" Decker xác nhận rằng Benji Madden của Good Charlotte, Kellin Quinn của Sleeping with Sirens và rapper Killstation sẽ góp mặt trong album mới này. Album được phát hành chính thức ngày 14 tháng 2 năm 2020.

## Thành viên
| Thành viên hiện tại - Jorel "J-Dog" Decker – vocals, guitars, bass, keyboards, programming (2005–nay) - Dylan "Funny Man" Alvarez – vocals (2005–nay) - George "Johnny 3 Tears" Ragan – vocals (2005–nay); bass (2013–nay) - Jordon "Charlie Scene" Terrell – vocals, guitars (2005–nay) - Daniel "Danny" Murillo – vocals (2009–nay); keyboards, programming (2011–nay); guitars, bass (2013–nay) Bạn diễn tour hiện tại - Matt Oloffson – drums, percussion (2017–nay) | Thành viên cũ - Jeffrey "Shady Jeff" Phillips – vocals, unclean vocals (2005–2007) - Aron "Deuce" Erlichman – clean vocals, vocals, unclean vocals, bass guitar, keyboards (2005–2009) - Matthew "Da Kurlzz" Busek - vocals, drums, percussion (2005–2017) Bạn diễn tour cũ - Glendon "Biscuitz" Crane – drums, percussion (2008–2010) - Daren Pfeifer – drums, percussion (2010–2014) - Tyler Mahurin – drums, percussion (2014–2017) |  |

Timeline

## Danh sách đĩa nhạc
- Swan Songs (2008)
- American Tragedy (2011)
- Notes from the Underground (2013)
- Day of the Dead (2015)
- Five (2017)
- New Empire, Vol. 1 (2020)[47]

## Giải thưởng
| Năm  | Đề cử cho                                              | Giải thưởng                                    | Kết quả   | Thứ hạng |
| ---- | ------------------------------------------------------ | ---------------------------------------------- | --------- | -------- |
| 2011 | "Been to Hell"                                         | AOL Radio: Top 10 Bản nhạc Rock trong năm 2011 | Đoạt giải | 5th      |
| 2011 | Hollywood Undead với "Levitate (Digital Dog club mix)" | Ban nhạc yêu thích trong năm của WGRD 2011     | Đoạt giải | 1st      |